# Union Merelbeke
Union Merelbeke was een Belgische voetbalclub uit Merelbeke. De club werd in 1959 opgericht en sloot aan bij de KBVB met stamnummer 6318.
In 1988 fuseerde de club met VV Merelbeke en Sporting Merelbeke  tot KFC Merelbeke.

## Geschiedenis
De club begon als corporatieve voetbalclub onder de naam Neva's Koffie, waarbij Neva stond voor Nieuwe Enthousiaste Voetbal Associatie. 
In 1966 stapte de club over naar het provinciale voetbal en wijzigde zijn naam naar Union Merelbeke.
Men begon in Derde Provinciale en in 1969, bij de hervorming van de Oost-Vlaamse provinciale reeksen, kwam men in Vierde Provinciale terecht.
Een jaar later werd Union kampioen in Vierde Provinciale en promoveerde naar Derde Provinciale.
De club moest twee jaar vechten tegen de degradatie die in 1972 dan toch gebeurde.
Union Merelbeke zou in zijn geschiedenis nog tweemaal kampioen in Vierde Provinciale worden, in 1977 en 1983, maar telkens was het verblijf in Derde Provinciale van korte duur. In 1984 werd met een vijfde plaats in Derde Provinciale wel het mooiste resultaat uit de clubgeschiedenis geboekt.
In 1988 fuseerde de club met zijn buren VV Merelbeke en Sporting Merelbeke en vormde FC Merelbeke.